# チャン・ドンミン
チャン・ドンミン（張東民、 1979年9月20日 - ）は、大韓民国のコメディアン、芸能人、MCである。忠清南道牙山市で生まれ、その後高校までソウルで過ごした。大学は東亜放送芸術大学で、コンテンツ学部放送劇作科を卒業。大学時代の同級生に、ユ・サンム、ユ・セユンがいる。所属事務所はコーエンスターズ。2004年KBS 19期公開採用に合格してコメディアンとしてデビューした。姉が二人いる。KBSのギャグコンサートでは、「鳳仙花学堂」で警備員の役をやり、セリフが流行語になり辞書にも載った。「対話が必要」ではキム・テヒとシン・ボンソンの一人息子の役を勤めた。毒舌キャラである。

## 学歴
- ソウル新界小学校（卒業）
- 新昌中学校（卒業）
- ソラボル高校（卒業）
- 東亜放送芸術大学　放送劇作科（卒業）

## 出演作

### 放送
- 2003年「韓半島ユーモア大集合」（KBS衛星）
- 2004年「ショー！幸運列車「KBS <第17代御前会議>酔っ払い士官
  - <夕暮れ民宿>
- 2004年〜2006年「爆笑クラブ1」<3.6.9>銀行員（KBS2）
- 2004年〜2009年、2017年〜KBS「ギャグコンサート」
  - <キム・ビョンマンの歴史スペシャル>隋兵士、日本の将軍（2004年8月22日、2004年8月28日）
  - <ばあちゃん怒る>ばあちゃん（2008年9月28日〜2009年9月6日）
  - <対話が必要>キム・テヒとシン・ボンソンの一人息子（キム・ドンミン）（2006年11月19日〜2008年11月30日）
  - <鳳仙花学堂>警備員
  - <鳳仙花学堂>ドンパル（2006年7月16日〜2006年11月12日）
  - <ナビゲーション>ナビゲーション
  - <新動作を停止する>二等兵
  - <二カプス>班長（2009年7月26日〜2009年8月16日）
  - <怪談劇場>鬼
  - <モンスター>モンスター
  - <ブルース・リーが行く>ブルース・リー（2006年3月19日〜2006年4月23日）
  - <子供たちは寝かせたぜ>夫
  - <A-Yo>ラッパー全滅陣営ラッパー
  - <対話が必要1987>キム・テヒの父（キム・ドンミン）（2017年8月6日〜2018年6月10日）
  - <ユムよ帰れ>（2017年8月20日、ギャグコンサートに復帰したコメディアンとして出演）
  - <ビューティイングサイド>（2018年4月22日）
  - <傾い家>（2018年6月10日）
- 2005年「スクープ！ KM NEWS」（KMTV）進行
- 2005年〜2006年「いい人紹介させてよ」（KBS2）進行
- 2005年、2006年、2009年「家族オラッカン」（KBS1）ゲスト
- 2005年、2006年「体験人生の現場」（KBS1）ゲスト
- 2005年、2007年、2008年、2009年、2011年、2014年「ビタミン」（KBS2）ゲスト
- 2006年「SUN＆FUN」（MBC GAME）進行
- 2006年〜2007年「お笑い充電所」KBS2 <代替帝国>文化観光部の代役
  - <疲れた疲れた>
- 2006年「爆笑クラブ2」（KBS1）
- 2007年「ものすごい外出2」「コメディーTV」
- 2007年「ビッグママ」（KBS2）
- 2007年「幸せ株式会社」（MBC）ゲスト
- 2007年「愛のリクエスト」（KBS1）ゲスト
- 2007年「スポンジ」<スポンジ不合理情報提供>（KBS2）
- 2008年「ものすごい外出3」（コメディーTV）
- 2008年「パク・キョンニムの華麗な外出シーズン2」（MBC every1）進行
- 2008年、2009年「シン・ドンヨプとシン・ボンソンのシャンパン」（KBS2）ゲスト
- 2008年「ものすごい外出4 "コメディーTV」
- 2008年「森の泉プロドクション」MBC every1
- 2009年「今はイケメンの時代」固定パネラー
- 2009年〜2010年「フォリオ三板」Qtv MC
- 2009年〜2010年「朝鮮推理活劇チョン・ヤギョン」OCN長役（8部作ドラマ）
- 2009年「ラジオスター」（MBC）ゲスト苦い人生、一触即発
- 2010年「CCTV専門担当班が行くE」チャンネル進行
- 2010年「ファミリーが現れた2」SBS
- 2010年「蜜ツボ」MBC
- 2010年「取締役と - 夫婦の法則」Story on
- 2010年「ハンターズ2エコハウス」MBC固定パネラー
- 2010年「ハハモンショ」SBS
- 2010年「危機脱出ナンバーワン」KBS2特別MC
- 2010年「シネとバムセル勢い」オンゲームネットゲスト
- 2010年〜2011年「良民が怒った」オンゲームネット進行
- 2010年〜2012年「幸運か不運か2」MBC every1
- 2011年「ププトた良民が怒った」オンゲームネット進行
- 2011年「ものすごい外出リターンズ」コメディーTVレギュラー出演
- 2011年「自由宣言　土曜日」 - シークレットKBS2ゲスト
- 2011年「コメディービッグリーグ　シーズン1」tvN森の泉参加
- 2011年「大きくなるスター」コメディーTVレギュラー出演
- 2011年「無限ガールズ」MBC every1ゲスト
- 2011年「アウトドアキャンプゴーゴーシング」MBC Sports
- 2011年〜2012年「トゥルーNショー」チャンネルIT進行
- 2011年〜2012年「コメディービッグリーグのシーズン2」tvN森の泉参加
- 2012年「チュ・ビョンジン　トークコンサート」MBCパネラー
- 2012年「Sudden Attackの遊び場」MBC music進行
- 2012年「キム・ウォニのライバルだ」Story on固定パネラー
- 2012年「ジェットコースターシーズン2」tvN
- 2012年「コメディービッグリーグのシーズン3」<オンダル - マザー>ママ役
  - <オンダル - ファーザー>お父さん役
  - <オンダル - 謎Y> Y役
- 2012年「天リーク」MBN固定パネル
- 2012年「特別記者会見」Eチャンネルパネル
- 2012年「土曜日トークリーグ」tvN固定パネル
- 2012年「ラジオスター」（MBC）ゲスト　ゲシクスの反乱、ゲシクスのギャグ精算
- 2012年「キッズサバイバルスーパーヒーロー」トゥーニーバス進行
- 2012年〜2013年「ビートルズコード　シーズン2」（エムネット）進行
- 2012年〜2013年「コメディービッグリーグ　シーズン4」（tvN）
  - <ハイショーラー>
  - <男性家族部>
- 2013年〜2016年「コメディービッグリーグのシーズン5」（tvN）
  - <スマートな友人>
  - <モダンファミリー>
  - <森の泉魔法団>
  - <カトク友人>緑アヒル
  - <コビク列車>緑アヒル
  - <ゲーム特別目的高校>スーパーマリオ駅
  - <旧韓末コメディ>
  - <ソムエン安>
  - <カブル>
  - <アイ・ラブ・バンド>
  - <鷺梁津ラプソディ>
  - <フイグクジワン>
  - <おかしな民宿>おばあちゃん役
  - <個人主義>
  - <神の一手>
- 2012年〜2013年「むやみファミリーシーズン2」MBC every1最初
- 2013年「キムウォニのライバルだ2」Story on固定パネル
- 2013年「黄金カメラ」KBS2進行
- 2013年「ものすごい外出 - 甲乙戦争」コメディーTV進行
- 2013年「ハロービューティースクール」KBS joy MC
- 2013年「試合だけ　シーズン1」オンゲームネット
- 2013年「挑戦発明王」MBC MC
- 2013年「大富豪のゲームマイターン」tvN 1回出演
- 2013年「ラジオスター」（MBC）ゲスト　なぜあんな状態特集
- 2013年〜2014年「むやみファミリーシーズン3」MBC every1最初
- 2013年〜2014年「レッツゴー時間探検隊シーズン1 」tvN MC
- 2014年「ビートルズコード3D」MNETジャンポール
- 2014年「試合だけ　シーズン2」オンゲームネット
- 2014年「レッツゴー時間探検隊シーズン2」tvN MC
- 2014年「ザジーニアス：ブラックガーネット」tvN
- 2014年「試合だけイプロル特集」オンゲームネットMC
- 2014年「試合だけシーズン3」オンゲームネットMC
- 2014年「スタージュニアショータイ焼き」SBSゲスト
- 2014年「大韓民国創業プロジェクト天地創造」KBS1メンター
- 2014年「危機脱出ナンバーワン」KBS2ソン・デヒョンと再演で出演
- 2014年「運ぶショーポメン」KBS W MC
- 2014年「私は男だ」KBS2 MC
- 2014年「1対100」候補KBS2
- 2014年第13回「KBS芸能大賞」KBS2ショー・娯楽男性部門優秀賞の候補「私は男だ」
- 2014年〜2015年「エコビレッジ楽しい "SBS MC
- 2014年〜2015年「内情サルロン」JTBC MC
- 2014年「ラジオスター」（MBC）ゲスト　パパと一緒にツビツバ特集
- 2015年「アニマルズ」MBCレギュラー出演
- 2015年「一人恋愛中」JTBCレギュラー出演
- 2015年「意図して本番射手」KBS2固定
- 2015年「1泊2日シーズン3」のアンカーに出演
- 2015年「結婚からは男性」MBC every1 MC
- 2015年「クライムシーン2」JTBCの参加者
- 2015年「私振り返って」KBS2キム・スミ　マネージャーとして出演
- 2015年「お母さんが見ている」（JTBC）MC
- 2015年「ザ・ジーニアス：グランドファイナル」（tvN）
- 2015年〜2016年「都市脱出外人球団」（MBN）レギュラー出演
- 2015年〜2016年「コント・アンド・ザ・シティ」（tvN）レギュラー出演
- 2015年〜2016年「放送局の時間を売り」（tvN）レギュラー出演
- 2015年〜2016年「ハルメ四ロボット」（tvN）レギュラー出演
- 2015年「ビッグフレンド」（MBC）MC
- 2016年「正月特集オングム師」（KBS2）出演
- 2016年「同床異夢、大丈夫大丈夫」（SBS）ゲスト
- 2016年「ハッピートゥゲザー　シーズン3」（KBS2）ゲスト　シン・コンピョンと一緒に
- 2016年「おうちごはんベク先生2」（tvN）レギュラー出演
- 2016年「ラジオスター」（MBC）ゲスト　森の泉に落ちた蝶
- 2016年「私振り返って」KBS2蝶と一緒に出演
- 2016年「今日から大学生」（チャネルA）レギュラー出演
- 2016年「最強の男女」（KBS JOY）MC
- 2016年「b級ニュース番組の効いた」（TV朝鮮）スペシャルMC
- 2016年「預言者たち」（JTBC）MC
- 2016年「tvN 10アワーズ」（tvN）
- 2016年「ウンパルレース」（コメディーTV）
- 2016年「試合だけX VIVE」（オンゲームネット）* 2017年「貿易王の秘密のコード1380」（ネイバーTV）
- 2017年「シンデレラ」（チャネルA）ゲスト
- 2017年「南原上司」（XTM＆tvN）レギュラー出演
- 2017年「勝手に行こう」（TV朝鮮）レギュラー出演
- 2017年「あなたの声が表示4」（MNET）パネル
- 2017年「ビデオスター」ゲスト（MBCエブリワン）
- 2017年「クライムシーン3」（JTBC）ゲスト
- 2017年「おいしいヤツら」122回ヤギ声で出演（コメディーTV）
- 2017年「ソサエティゲームシーズン2」（tvN）参加者
- 2017年「おいしい連中 - 一口だけコンテスト」（コメディーTV）の参加者
- 2018年「正月特集　秘密の庭」（tvN）ゲスト
- 2018年「でき峰おかず」（tvN）レギュラー出演
- 2018年「言うており、今日の」MBCエブリワン
- 2019年「マイリトルテレビV2」MBC
- 2019年「助けて！ホームズ 」MBC
- 2019年「シーンのクイズ 」tvN
- 2019年「プレーヤー」tvN
- 2019年「最高の一発」MBN
- 2019年「恋愛できない男たち」MBN
- 2019年「良い友達」SBS Plus
- 2020年「ラジオスター」（MBC）ゲスト千態万象人間世界編
- 2020年「プレイヤー2」tvN
- 2020年大脱出バンカー（かめ置き場）
- 2020年「世界　悪い犬はない」EBS 1TV

### ラジオ
- 「森の泉と夢見るラジオ」ユ・セユン、チャン・ドンミン、ユ・サンム進行（ MBC FM4U 、2010.10〜2011。5）
- 「森の泉と夢見るラジオ（2013年） 「ポッドキャスト：ユ・セユン、チャン・ドンミン、ユ・サンム進行（ポッドキャスト、2013.3.25〜2015.3.28）
- 「ジョ・ジョンチ、チャン・ドンミンの2時」（ KBS Cool FM 、2014. 4.7〜2014.12.31）
- 「チャン・ドンミン、レディジェーンの2時」（ KBS Cool FM 、2015 1.1〜2015.4.26）

### 映画
- 「ミニトマト」（2008年、友情出演）
- 「家門の栄光4 -家門の受難」（2011年）

### その他
- 「 2009　大韓ニウス- 四大河川再生」

## 流行語
- ギャグコンサート「鳳仙花学堂」警備員役
  - 「グッカイッコ、ただ、なに、適〜当〜」(그까이꺼 그냥 뭐 대~충~)
- ギャグコンサート「ばあちゃん怒る」ばあちゃん役
  - 知ってたわい、このバカモノめ、人が来たのにこれは何じゃ！（プンプンしながら）(알았어 이 *끼(욕설)야, 사람이 왔는데 뭐 하는거에요!)
  - 近くにあるのは、ちゃんと見えなくてねえ(가까이 있는 건 통 뵈지가 않아서)
- 「コメディビッグリーグ3マザー」母親役
  - 早く食べろ〜！(빨리 먹어~!)
- 「森の泉と夢見るラジオ」ポッドキャスト
  - 鎌でユ・サンムをサクサクっとと(낫으로 유상무를 썩~ 썩~)
  - そうなっちまって（自分が望む答えが出て来るまで繰り返す）(그래가주구)
- 「ザ　ジーニアス：ブラックガーネット　オープニング」同い年のホン・ジヨン　ディーラーに対して
  - 友よ (친구야)
- ギャグコンサート「対話が必要1987」キム・テヒの息子役
  - ご飯たべよか (밥묵자)

## 受賞
- 第4回2005年KBS芸能大賞コメディー男性部門優秀賞
- 第6回2007年KBS芸能大賞コメディ部門最優秀コーナー賞（ギャグコンサート-対話が必要）
- 2014年tvNザジーニアスブラックガーネット優勝
- 2015年tvNザジーニアスグランドファイナル優勝
- 2016年tvN 10アワーズコンテンツ本賞（芸能）」ザジーニアスブラックガーネット、ザジーニアスグランドファイナル」
- 2016年tvN 10アワーズコンテンツ本賞（芸能）」家ごはんベク先生2 "
- 2017年tvnソサエティゲームシーズン2優勝

## ネットでの発言に関する件
インターネット個人放送森の泉と夢見るラジオであったある出来事が、2015年4月に議論の的となった。放送での悪口に関する問題が最初に提起されたのは、オーマイニュース市民記者の記事から、Daumカフェの女性時代を筆頭に、そのTFTを経てメガリアで広まり、ポッドキャストで行った女性卑下発言が問題となった。 「森の泉」は「森の泉の夢見るラジオ」の略で、三人のグループが進行するポッドキャスト番組であった。当時、彼らは「女は愚かだし、アタマが男に勝てない」「処女じゃない女は我慢できない」などの女性卑下発言で論議をかもした。多くの発言の中でも、自分の過去の恋愛遍歴を明らかにしない女性がいい、という内容のポッドキャストが問題になった。要約すると、「女性は男性よりも愚かなので、恋人に過去を正直に話すと言って過去を根こそぎ打ち明ける」という主張だ。そして「森の泉」は、アダルトグッズの話をして女性を嘲弄したり、性器で表現した悪口や似たような状況劇などをして、その主張を続けた。 2014年8月18日放送分のスタイリストへの悪口が女性嫌悪発言として問題になると、これについてチャン・ドンミンは22日、謝罪を表明し、その放送を削除した後ラジオを中断した 。 2015年3月14日、スタイリストについてのインタビューや、以前の発言での悪口について再び照明が当てられた際、チャン・ドンミンは当時内定していた無限挑戦シクスメン候補から辞退し、2015年4月13日のラジオ放送と公式謝罪文を通じて再度謝罪した。以降、他の放送分の発言に対する論議が続くと、2015年4月28日に正式に記者会見を通じて森の泉メンバー全員が謝罪した 。また以前には、2015年4月17日三豊百貨店事故の生存者Aさんから起訴されたが、個人的に謝罪、記者会見謝罪の後、2015年5月13日Aさんから告訴取り下げの意向を受けた。 

## 家族関係
- 父：ジャン・グァンスン（1950年〜）
- 従兄弟：リュ・ヒョンチョル（1991年〜）

## 関連人物
- ユ・サンム
- ユ・セユン
- ノ・ホンチョル
- ヤン・セヒョン
- バク・ナレ
- キム・スク
- ブーム
- 森の泉と夢見るラジオ（2013年） -ポッドキャスト
- ギャグコンサート
- 森の泉(オンダルセム)